# NGC 7708
NGC 7708 ist ein Asterismus im Sternbild Kepheus. Er wurde am 19. September 1787 von Wilhelm Herschel entdeckt.